# Tabanus sudeticus
Tabanus sudeticus är en tvåvingeart som beskrevs av Philipp Christoph Zeller 1842. Tabanus sudeticus ingår i släktet Tabanus och familjen bromsar. Arten är reproducerande i Sverige. Inga underarter finns listade i Catalogue of Life.

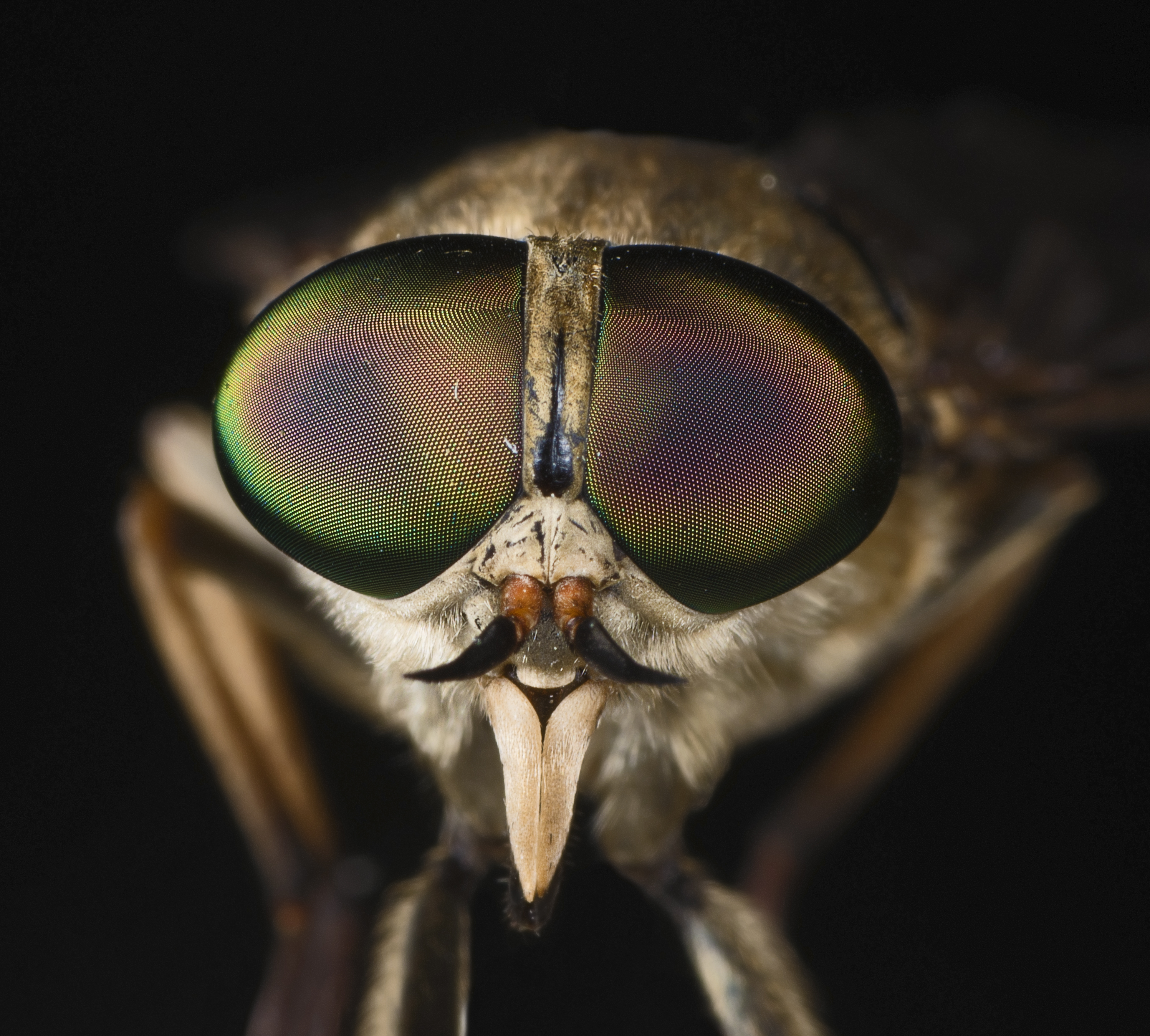
Tabanus sudeticus

## Bildgalleri

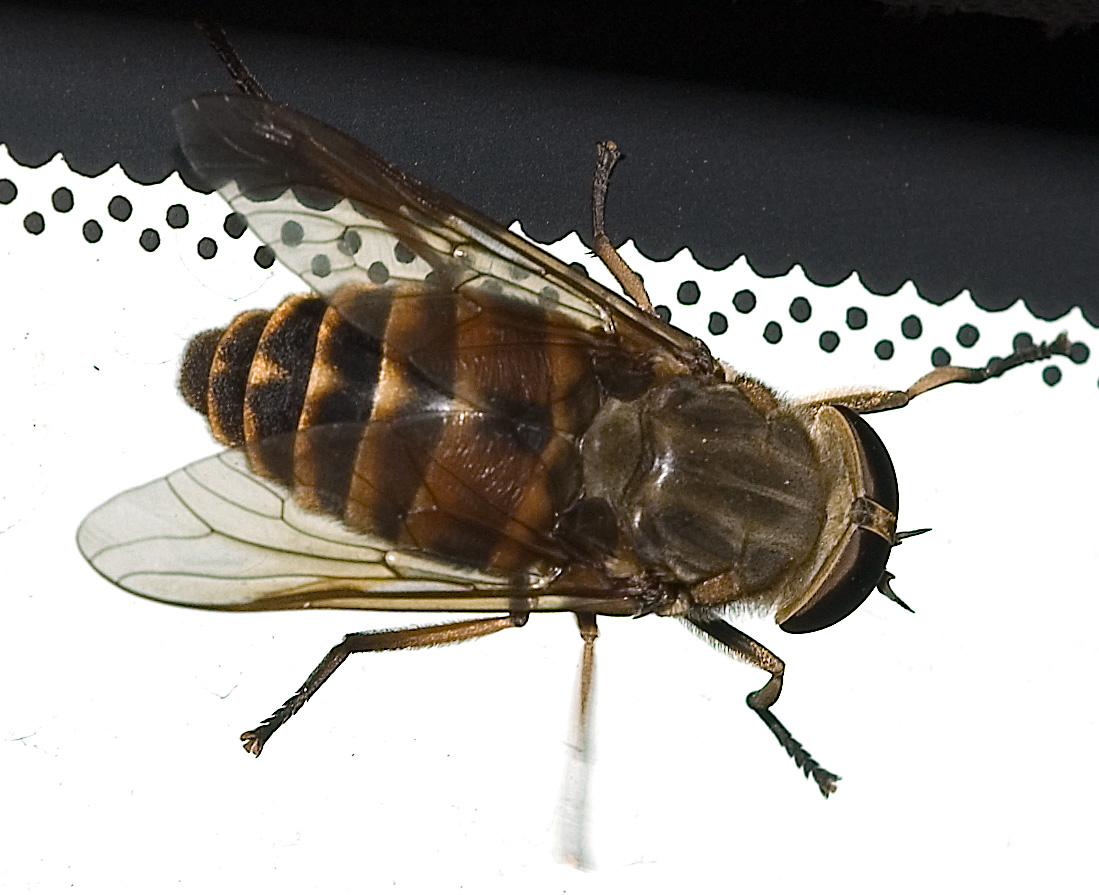
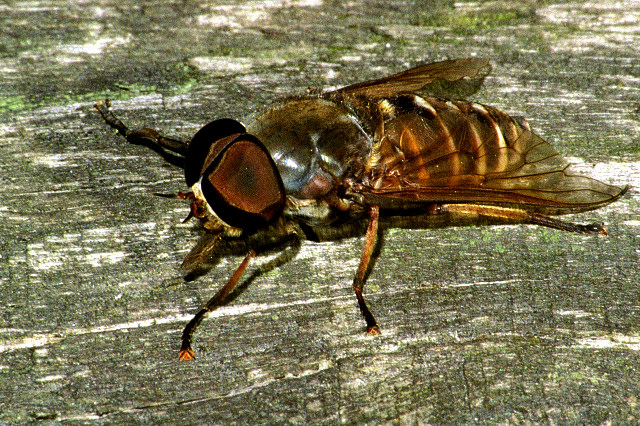
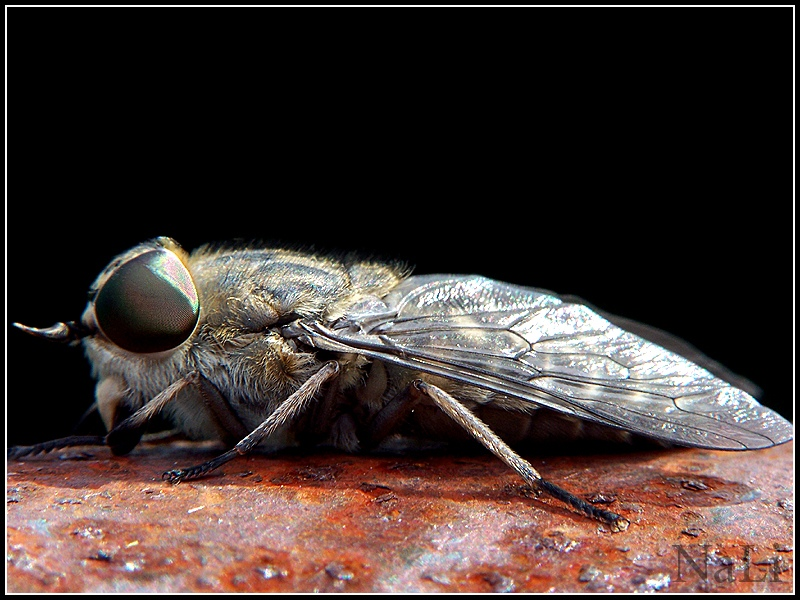
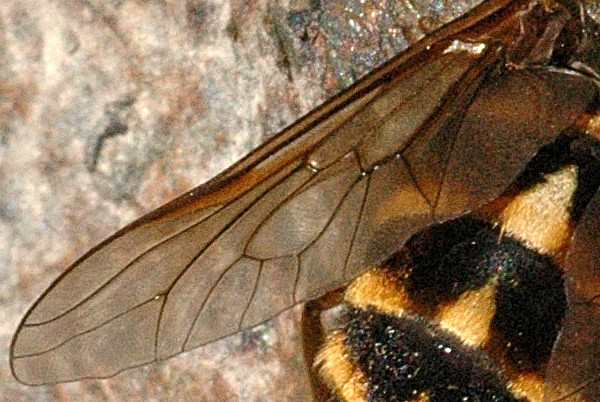
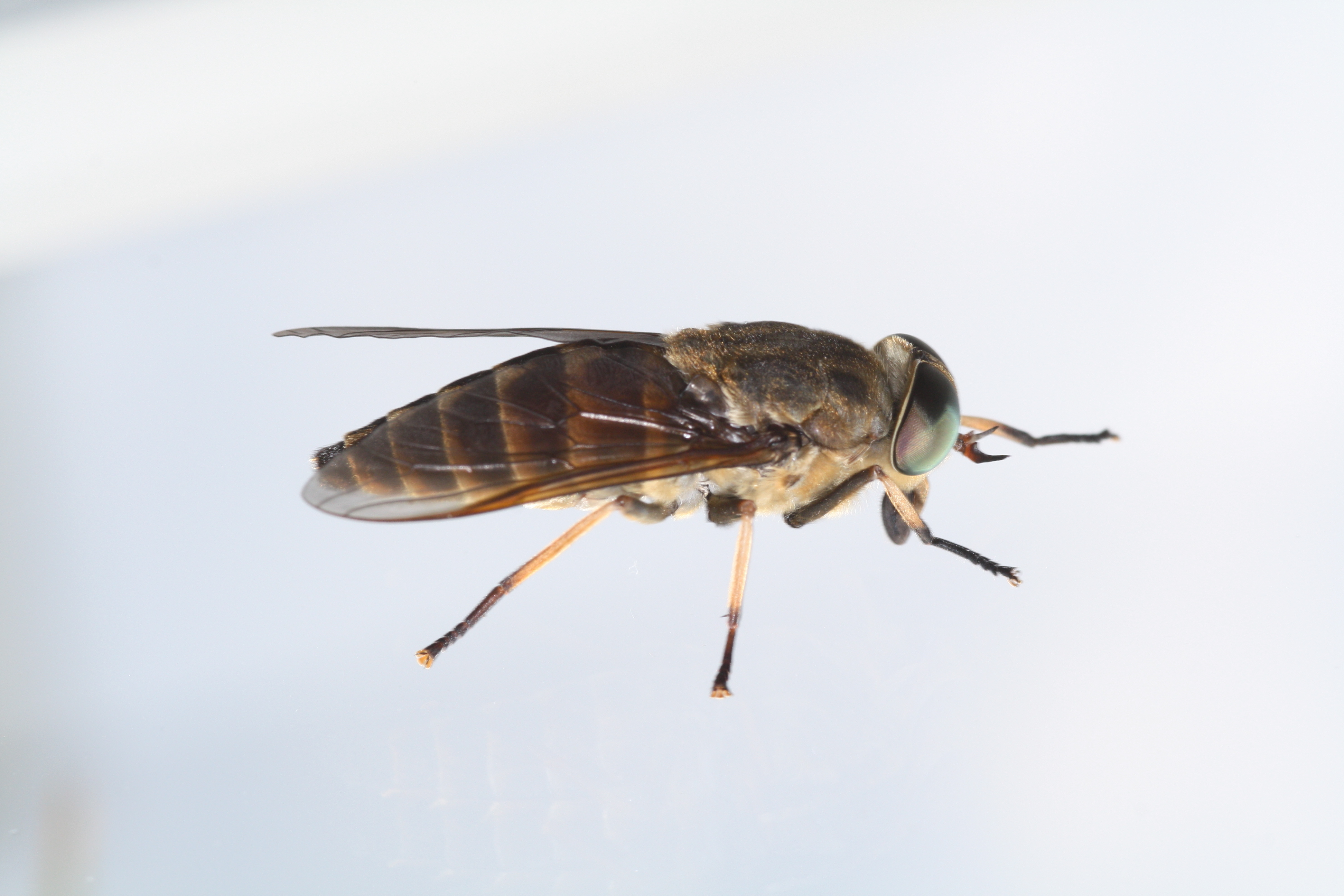
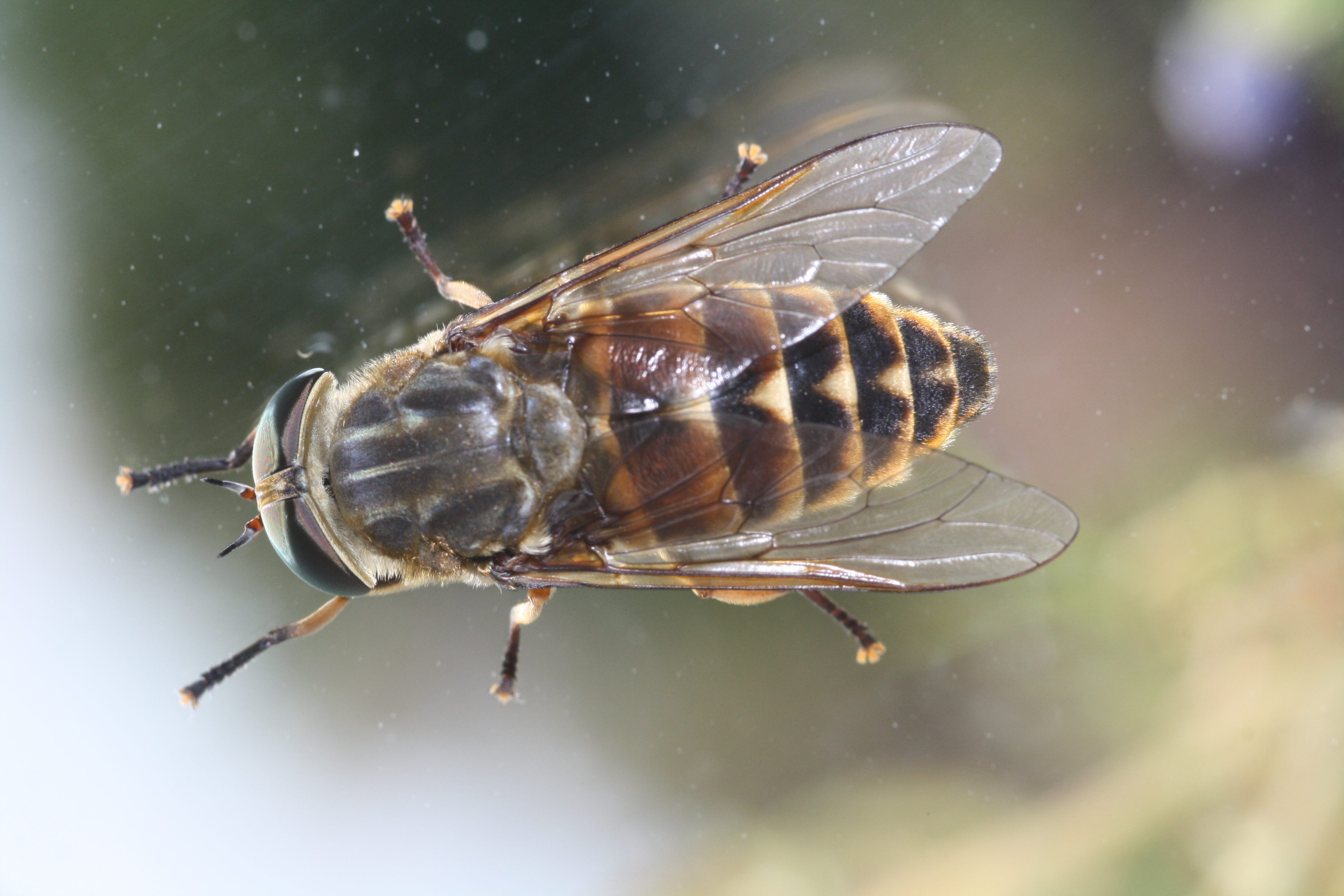